# Ablabesmyia punctulata
Ablabesmyia punctulata är en tvåvingeart som först beskrevs av Philippi 1865.  Ablabesmyia punctulata ingår i släktet Ablabesmyia och familjen fjädermyggor. Inga underarter finns listade i Catalogue of Life.